# The Disruption of American Democracy
The Disruption of American Democracy (en français La Perturbation de la démocratie américaine) est un livre publié par l'historien américain Roy Franklin Nichols en 1948, qui a obtenu en 1949 le Prix Pulitzer d'histoire pour cet ouvrage.
Ce livre étudie la Guerre de Sécession et ses effets sur la démocratie américaine, de 1857 à 1861.

## Éditions
- The Disruption of American Democracy, New York, Macmillan Co., 1948 [lire en ligne]